# Calle Andersson
Calle Peter Erik Andersson (* 16. Mai 1994 in Malmö) ist ein schwedischer Eishockeyspieler, der seit September 2024 beim HC Davos aus der Schweizer National League unter Vertrag steht und dort auf der Position des Verteidigers spielt. Sein Vater Peter war und sein jüngerer Bruder Rasmus ist ebenfalls professioneller Eishockeyspieler.

## Karriere
Andersson begann seine Laufbahn in der Juniorenbewegung der Malmö Redhawks, für die er bis zur Saison 2010/11 im Einsatz stand. Danach wechselte er in den Nachwuchs des Ligakonkurrenten Färjestad BK. Für Färjestad gab er in der Saison 2012/13 sein Debüt in der höchsten Liga Schwedens, der damaligen Elitserien. 2013 wechselte er zu seinem Stammverein nach Malmö zurück, wo er regelmäßig in der HockeyAllsvenskan eingesetzt wurde. Daneben kam er auf zwei Einsätze für den IK Pantern in der Hockeyettan, der dritthöchsten Spielklasse des Landes.
Nach nur einer Saison verließ er den Club wieder und wechselte zum ersten Mal in seiner Karriere ins Ausland. Er unterschrieb einen Vertrag beim Schweizer Klub EV Zug in der National League A. Nach nur 18 Spielen war das Engagement dort wieder beendet, er wurde zum Ligakonkurrenten, dem HC Lugano, transferiert. Dort beendete er die Saison, ehe er den Sprung nach Übersee wagte. Bei den New York Rangers, die ihn beim NHL Entry Draft 2012 in der vierten Rude gedraftet hatten, unterschrieb er einen Entry-Level-Kontrakt über drei Spielzeiten. Auf einen Einsatz in der National Hockey League kam Andersson allerdings nicht. Stattdessen verbrachte er die ersten eineinhalb Saisons seines Vertrages in der American Hockey League bei den Hartford Wolf Pack.
Anfangs der Saison 2016/17 entschied sich Andersson für eine Rückkehr in die Schweiz. Er unterschrieb einen Vertrag beim SC Bern bis Ende Saison 2017/18. Bereits in seiner ersten Saison gewann er mit den Stadtbernern den Schweizer Meistertitel. Zur Saison 2022/23 wechselte er zurück zum HC Lugano und unterzeichnete dort einen Vierjahresvertrag. Im September 2024 löste er seinen Vertrag vorzeitig auf und wechselte im Anschluss per Vierjahresvertrag zum HC Davos. Andersson verfügt über eine Schweizer Spielerlizenz und belastet somit das Ausländerkontingent nicht.

### International
Andersson spielte sich durch die Nachwuchs-Auswahlen der schwedischen Nationalmannschaft. Mit den U18-Junioren gewann er an der Weltmeisterschaft 2012 die Silbermedaille. Sein Debüt für die A-Nationalmannschaft gab er während der Spielzeit 2014/15.

## Erfolge und Auszeichnungen
| - 2017 Schweizer Meister mit dem SC Bern - 2019 Schweizer Meister mit dem SC Bern - 2019 NL Media All-Star Team | - 2021 Schweizer Cupsieger mit dem SC Bern - 2023 Spengler-Cup-Gewinn mit dem HC Davos |

### International
- 2011 Silbermedaille beim Ivan Hlinka Memorial Tournament
- 2012 Silbermedaille bei der U18-Junioren-Weltmeisterschaft

## Karrierestatistik
Stand: Ende der Saison 2024/25

### International
Vertrat Schweden bei:
- Ivan Hlinka Memorial Tournament 2011
- U18-Junioren-Weltmeisterschaft 2012

(Legende zur Spielerstatistik: Sp oder GP = absolvierte Spiele; T oder G = erzielte Tore; V oder A = erzielte Assists; Pkt oder Pts = erzielte Scorerpunkte; SM oder PIM = erhaltene Strafminuten; +/− = Plus/Minus-Bilanz; PP = erzielte Überzahltore; SH = erzielte Unterzahltore; GW = erzielte Siegtore; 1 Play-downs/Relegation; Kursiv: Statistik nicht vollständig)